# Marlon Santi

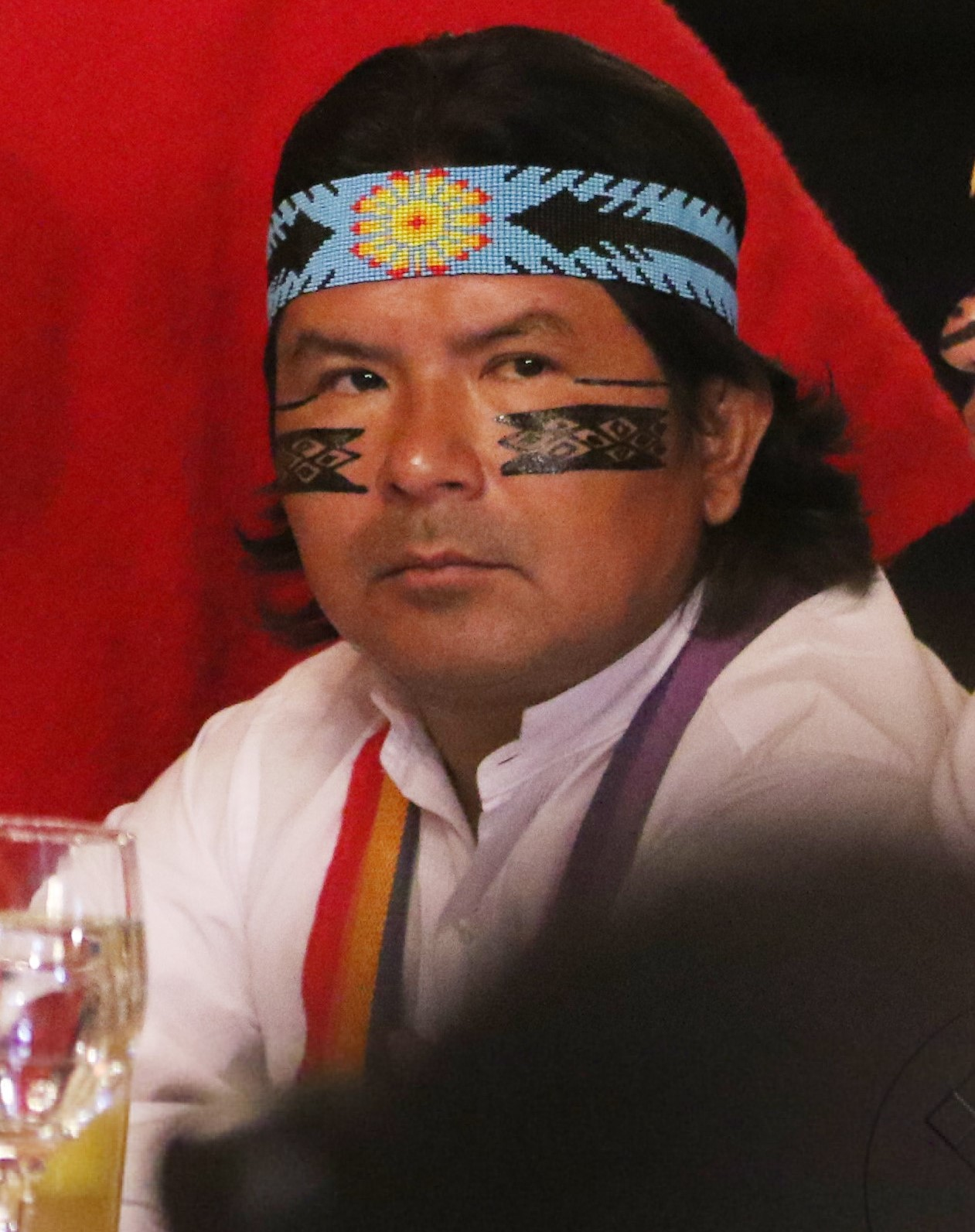
Marlon Santi (2017)

Marlon René Santi Gualinga (* 1976 in Sarayacu, Pastaza) ist ein ecuadorianischer Politiker mit ethnischem Kichwa-Hintergrund. Von 2008 bis 2011 war er Vorsitzender des ecuadorianischen Indigenendachverbandes CONAIE.
Marlon Santi wurde in den Kämpfen seiner indigenen Heimatgemeinde Sarayacu gegen die geplante Ausbeutung ihrer Waldgebiete durch Erdölkonzerne politisiert. 2004 wurde er Bürgermeister von Sarayacu. Auf Grund seines Widerstandes gegen die Walderschließung für die Ölkonzerne wurde er mehrfach mit Morddrohungen belegt.
Am 12. Januar 2008 wurde er auf einem Kongress in Santo Domingo de los Tsachilas einstimmig zum Vorsitzenden von CONAIE gewählt und ist deren jüngster Leiter in ihrer Geschichte. Außerdem ist er der erste CONAIE-Vorsitzende aus dem östlichen Amazonastiefland und vom dortigen Indigenenverband CONFENIAE, jedoch ist er wie seine Vorgänger kichwasprachig.
Kurz nach seiner Amtseinführung wurde seine Frau Miriam Cisneros von Unbekannten entführt und gefoltert, wobei die Entführer Informationen über angebliche Aufstandspläne erpressen wollten.
Derzeit lebt er mit seiner Frau Miriam Cisneros, mit der er fünf Kinder hat, in Quito.
Im April 2011 wurde Marlon Santi als CONAIE-Vorsitzender vom ehemaligen ECUARUNARI-Vorsitzenden Humberto Cholango abgelöst.